# 特別行動執行處
特別行動執行處（英語：Special Operations Executive）是英国第二次世界大战期间成立的秘密组织。 于1940年7月22日由经济战部长休·道尔顿合并三个现有的秘密组织而成。该组织的目的是在欧洲纳粹德国占领区（以及后来东南亚日本占领区）对付轴心国展开间谍破坏和侦察活动并协助当地抵抗运动。